# Grallaricula
Grallaricula ist eine Gattung von Vögeln aus der Familie der Ameisenpittas (Grallariidae). Fast alle bisher bekannten Vertreter bewohnen relativ hochgelegene, bewaldete Bergregionen im Westen und Norden Südamerikas, lediglich eine Art kommt darüber hinaus auch in Teilen Mittelamerikas vor. Lebensweise und Sozialverhalten vieler Arten sind auf Grund dieses unzugänglichen Lebensraums bislang nur unvollständig erforscht.

## Merkmale
Grallaricula-Ameisenpittas sind besonders kleine Vertreter ihrer Familie, die meisten Arten werden nur etwa 10 bis 12 cm groß. Ihr Körperbau wirkt noch rundlicher als der anderer Ameisenpittas, wozu vor allem der ausgesprochen kleine Schwanz und die kurzen, abgerundeten Flügel in Verbindung mit einem breiten, kurzen Hals beitragen. Die Beine sind hingegen sehr lang und dünn und setzen recht weit hinten am Körper an, was eine eher aufrechte Körperhaltung unterstützt. Der Schnabel ist verhältnismäßig kurz und gerade. Das Gefieder wird häufig von Brauntönen dominiert, Brust und Bauch sind zumeist heller gefärbt als der Rest des Körpers und weisen bei vielen Arten eine mehr oder weniger ausgeprägte Musterung auf. Die meisten, aber nicht alle Vertreter zeigen keinen oder nur einen sehr unauffälligen Sexualdimorphismus zwischen den Geschlechtern. Jungvögel werden zunächst nackt geboren, entwickeln nach der Geburt jedoch schnell ein weiches, bräunlich-rotes Daunenkleid, das auch noch für einige Zeit nach dem Flüggewerden getragen wird und  erst nach und nach durch „echte“ Federn ersetzt wird. Besonders an der Oberseite der Arm- und Handdecken weisen junge Vögel häufig noch sehr lange Teile des andersfarbigen Jugendkleids auf, was in der Vergangenheit zur fälschlichen Beschreibung diverser Arten und Unterarten geführt hat, die in der Zwischenzeit wieder verworfen wurden.

## Habitat und Verhalten

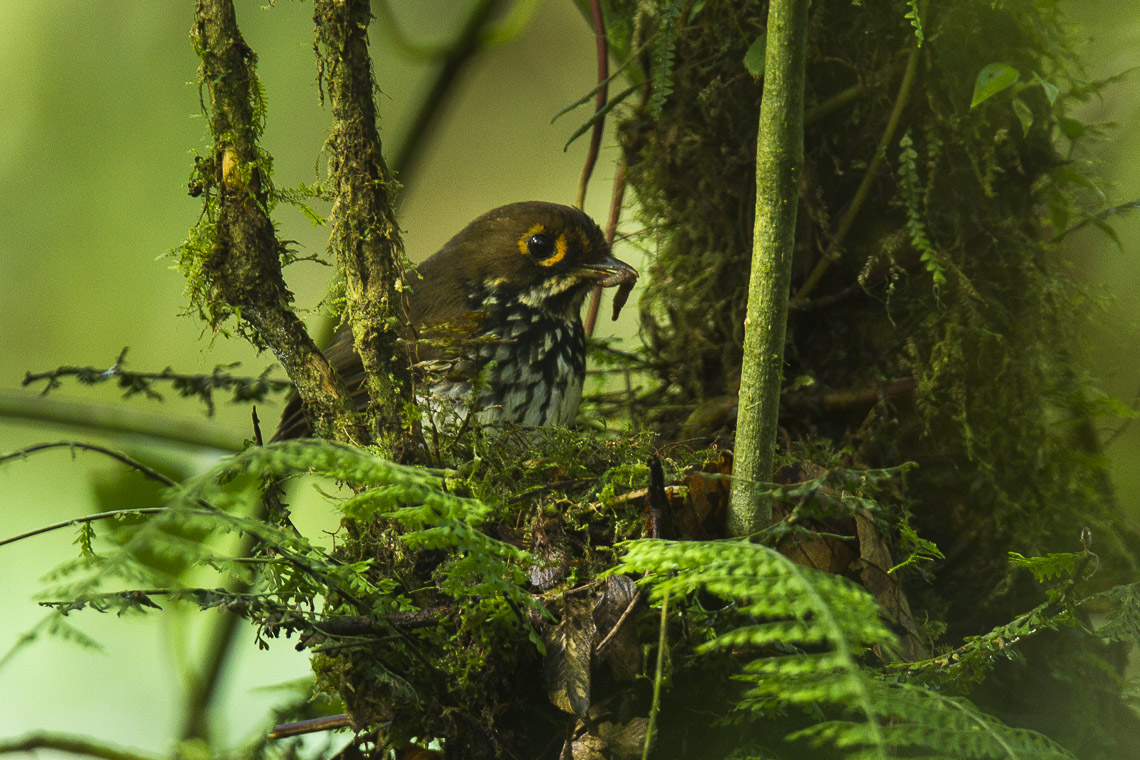
Brütender Schmuckameisenpitta bei der Fütterung eines Jungvogels

Alle Arten sind Bewohner feuchter oder halbfeuchter Bergwälder, wo sie zumeist dichtes Unterholz als Lebensraum bevorzugen. Anders als andere Ameisenpittas sind die Vertreter dieser Gattung jedoch fast nie direkt am Erdboden anzutreffen. Generell sind sie eher unauffällig und in Verbindung mit ihrer geringen Körpergröße nur schwierig zu beobachten, viele Arten gelten aber als lautstark und werden deutlich häufiger gehört als gesehen. Ein typisches Verhalten aller Grallaricula-Ameisenpittas ist eine rhythmische Drehbewegung des Rumpfes, während der Rest des Körpers sich nicht bewegt. Die genaue Funktion dieses Verhaltens ist bislang noch unklar. Die Fortbewegung erfolgt meist hüpfend oder kletternd, lediglich kürzere Strecken – vor allem in Jagdsituationen – werden auch fliegend zurückgelegt. Die Ernährung besteht mehr oder weniger vollständig aus Insekten und anderen Gliederfüßern, wobei für viele Arten die genaue Zusammensetzung nicht bekannt ist. Ebenso fehlen Erkenntnisse zu vielen Aspekten des Fortpflanzungsverhaltens. Die Nester sind oft wenig stabil und bestehen aus einer flachen oder leicht konkaven Plattform aus kleinen Zweigen, auf die das eigentliche tassenförmige Nest gesetzt wird. Als Nistmaterialien werden in der Regel weiches Pflanzenmaterial sowie die Mycelstränge von Pilzen verwendet. Die Gelegegröße scheint fast immer nur bei einem einzelnen Ei zu liegen, während andere Ameisenpittas zumeist zwei Eier pro Gelege ausbrüten. Typischerweise zwei Eier legen offenbar nur der Ockerbrust- (G. flavirostris) und der Schuppenameisenpitta (G. loricata). Soweit bekannt beteiligen sich beide Altvögel sowohl an der Konstruktion des Nests als auch an der Bebrütung der Eier, die meistens etwas mehr als zwei Wochen bis zum Schlüpfen benötigen.

## Verbreitung und Gefährdung
Fast alle Grallaricula-Ameisenpittas sind endemisch auf dem südamerikanischen Kontinent verbreitet, wo sie die Hänge der Anden und deren Ausläufer auf verschiedenen Höhenlagen bewohnen. Lediglich das Verbreitungsgebiet des Ockerbrust-Ameisenpittas  erstreckt sich über den Isthmus von Panama bis in die südlichen Regionen Mittelamerikas. Einige Arten besiedeln dabei nur sehr kleine, isolierte Gebiete und sind entsprechend durch Habitatverlust bedroht. Grundsätzlich sind alle Vertreter Bewohner des Hochlands. Während der Rostbrust-Ameisenpitta (G. ferrugineipectus) lokal schon auf etwa 250 m Höhe angetroffen werden kann, kommt der Halbmond-Ameisenpitta (G. lineifrons) in Kolumbien auf bis zu 3700 m und damit direkt unterhalb der Baumgrenze vor. Die IUCN stellt derzeit nur vier der insgesamt zehn Arten auf die niedrigste Gefährdungsstufe least concern („nicht gefährdet“), während drei weitere als near threatened („potenziell gefährdet“) geführt werden. Der Sucre- (G. cumanensis) und der Rotkopf-Ameisenpitta (G. cucullata) gelten als vulnerable („gefährdet“), während der Ockerstirn-Ameisenpitta (G. ochraceifrons) als endangered („stark gefährdet“) eingeschätzt wird.

## Systematik
Die wissenschaftliche Erstbeschreibung der Gattung stammt aus dem Jahr 1858 und geht auf den britischen Zoologen Philip Lutley Sclater zurück. In die neue Gattung stellte er zunächst vier Arten – Ockerbrust-, Schuppen-, Rostbrust- und Graukappen-Ameisenpitta – die alle ursprünglich als Vertreter der Gattung Grallaria beschrieben worden waren. Sclater begründete dies damit, dass diese Arten deutlich kleiner sind und kürzere Schnäbel und Beine besitzen als die übrigen Grallaria-Arten. Dies spiegelt sich auch im Namen der neuen Gattung wider, bei dem es sich um ein Diminutiv des Begriffs Grallaria handelt. Sclater spekulierte in seiner Arbeit, dass es sich bei den Vertretern von Grallaricula um Zwischenformen zwischen den Grallaria-Ameisenpittas und der heute in die Familie der Mückenfresser (Conopophagidae) gestellten Gattung Conopophaga handeln könnte. Als Typusart bestimmte Sclater selbst im Jahr 1890 nachträglich den Ockerbrust-Ameisenpitta. Moderne phylogenetische Untersuchungen zeigen, dass Grallaricula innerhalb der Familie Grallariidae den beiden Gattungen Hylopezus und Myrmothera als Schwestertaxon gegenübersteht. Innerhalb der Gattung werden derzeit zehn Arten unterschieden:
| Bild | Name                     | Wissenschaftlicher Name                                   | Bedrohungsstatus     | Verbreitungsgebiet |
| ---- | ------------------------ | --------------------------------------------------------- | -------------------- | ------------------ |
|      | Graukappen-Ameisenpitta  | Grallaricula nana (Lafresnaye, 1842)                      | nicht gefährdet      |                    |
|      | Halbmond-Ameisenpitta    | Grallaricula lineifrons (Chapman, 1924)                   | nicht gefährdet      |                    |
|      | Ockerbrust-Ameisenpitta  | Grallaricula flavirostris (P. L. Sclater, 1858)           | potenziell gefährdet |                    |
|      | Ockerstirn-Ameisenpitta  | Grallaricula ochraceifrons Graves, O’Neill & Parker, 1983 | stark gefährdet      |                    |
|      | Orangebrust-Ameisenpitta | Grallaricula leymebambae Carriker, 1933                   | nicht gefährdet      |                    |
|      | Rostbrust-Ameisenpitta   | Grallaricula ferrugineipectus (P. L. Sclater, 1858)       | nicht gefährdet      |                    |
|      | Rotkopf-Ameisenpitta     | Grallaricula cucullata (P. L. Sclater, 1856)              | gefährdet            |                    |
|      | Schmuckameisenpitta      | Grallaricula peruviana Chapman, 1923                      | potenziell gefährdet |                    |
|      | Schuppenameisenpitta     | Grallaricula loricata (P. L. Sclater, 1857)               | potenziell gefährdet |                    |
|      | Sucreameisenpitta        | Grallaricula cumanensis Hartert, 1900                     | gefährdet            |                    |

## Haltung in Zoos
Grallaricula-Ameisenpittas sind bislang nur sehr selten in zoologischen Gärten zu sehen gewesen. In Deutschland versuchten sich der Zoo Frankfurt von 1969 bis 1970 sowie der Weltvogelpark Walsrode Mitte der 1990er-Jahre jeweils kurzzeitig an der Haltung von Ockerbrust- beziehungsweise Graukappen-Ameisenpittas. Erfolgreiche Nachzuchten gelangen jedoch in beiden Fällen nicht.